# 秋田県道244号強首峰吉川線
秋田県道244号強首峰吉川線（あきたけんどう244ごう こわくびみねよしかわせん）は、秋田県大仙市通る一般県道である。

## 概要
秋田県道113号淀川北野目線の秋田市方面から直通し、雄物川北側を国道13号終点に至る路線で、秋田自動車道とJR東日本 奥羽本線を立体交差し、終点で峰吉川駅近くを通る。

### 路線データ
- 総延長 : 3.407 km[2]
- 実延長 : 3.407 km[2]
- 起点 : 秋田県大仙市強首字大川向山根12番3（秋田県道113号淀川北野目線交点）[3]北緯39度33分45.6秒 東経140度17分32.34秒
- 終点 : 秋田県大仙市協和峰吉川小平沢下段2番2地先（国道13号交点）[3]北緯39度34分14.4秒 東経140度19分21.9秒
- 未供用区間 : なし[2]

## 歴史
- 1973年（昭和48年）3月1日 - 秋田県道に認定される[3]。

## 路線状況

### 冬期閉鎖区間
- なし[4]

### 交通不能区間
- なし[5]

## 地理

### 交差する道路
| 施設名 | 接続路線名                | 備考 | 所在地                     |
| ------ | ------------------------- | ---- | -------------------------- |
|        | 秋田県道113号淀川北野目線 | 起点 | 大仙市強首字大川向山根     |
|        | 国道13号                  | 終点 | 大仙市協和峰吉川小平沢下段 |

### 沿線の施設など
- 雄物川
- JR東日本 奥羽本線 峰吉川駅